# Kirinia
Genre
Le genre Kirinia regroupe des papillons de la famille des Nymphalidae et de la sous-famille des Satyrinae.

## Dénomination
Le nom Kirina leur a été donné par Frederic Moore en 1893.
Synonyme : Esperarge Nekrutenko, 1988 ; Esperia Nekrutenko, 1987; Esperella Nekrutenko, 1987 ;

## Liste des espèces selonNCBI(30 mai 2010)[1]
- Kirinia climene
- Kirinia eversmanni
- Kirinia roxelana

## Espèces et sous-espèces selon funet
- Kirinia climene (Esper, 1783) Climène en Bulgarie, Roumanie, Yougoslavie, Macédoine, Turquie, Syrie, Irak, Iran, dans le sud de la Russie. 
  - Kirinia climene roxandra (Herrich-Schäffer, [1850])
- Kirinia epaminondas (Staudinger, 1887); présent dans l'est de la Chine, en Corée et au Japon.
- Kirinia epimenides (Ménétriés, 1859); présent dans l'est de la Chine, en Corée et au Japon.
  - Kirinia epimenides atratus Kurentzov, 1941
- Kirinia eversmanni (Eversmann, 1847) présent en Asie, au Kazakhstan,en Afghanistan et au Pakistan. 
  - Kirinia eversmanni cashmirensis (Moore, 1874)
  - Kirinia eversmanni shiva (Wyatt, 1961); en Afghanistan.
  - Kirinia eversmanni unicolor Grum-Grshimailo, 1892
- Kirinia roxelana (Cramer, 1777) — Roxélane; présent dans le sud-est de l'Europe et au Moyen-Orient (Turquie, Syrie, Irak)

## Source
- funet